# Жан Серюрие
Жан Матийо Филибер Сѐрюрие (на френски: Jean Mathieu Philibert Sérurier), Първи граф Сѐрюрие (8 декември 1742 – 24 декември 1819 г.), е политически деец и маршал на Франция от епохата на Наполеоновите войни.

## Годините до Френската революция
Роден e в Лаон, Пикардия, в семейство от средната класа. Баща му е придворен, отговарящ за лова на къртици в кралските конюшни. През март 1755 г. Серюрие постъпва в провинциалната милиция на Лаон, а от октомври 1759 г. е призован като подофицер в Омонския пехотен полк на френската кралска армия. Служи в Седемгодишната война, където воюва в кампанията в Хановер (през 1759 г., когато е и ранен в битката при Варбург). През 1762 г. е повишен в лейтенант от кралската армия и участва в испанското нападение над Португалия. През 1771 г., няколко години след войната, Серюрие се сражава и срещу Паскуале Паоли в Корсика. В началото на Френската революция той получава чин майор, а по-късно, с емиграцията на старото дворянство и освобождаването на много постове в армията, е повишен в подполковник (на 1 януари 1791 г.). След августовските вълнения от 1792 г. Серюрие става полковник в 70-и пехотен полк, разположен на гарнизон в Перпинян.
Роденият в семейство на придворен и оказал се сред революционно настроени войници, Серюрие започва да мисли за емиграция, когато го застига поредните повишения. На 25 юни 1793 г. той е произведен в бригаден, а на 22 декември 1794 г. — в дивизионен генерал.

## Революционните войни
Серюрие воюва на Апенините през периода 1793 - 1799 г. под командването на Франсоа Келерман и Бартелеми Шерер, а по-късно и на Наполеон Бонапарт. Участва в сраженията при Лоано, Мондови, Ла Фаворите, Пиаве, Талиаменто, Градиске, Вико, Кастилионе и обсадата на Мантуа. На 28 април 1799 г., в битката при река Ада е обкръжен с цялата си дивизия и е принуден да се предаде, но скоро е пуснат от Суворов срещу честната си дума.
Серюрие също така показва голям административен талант като губернатор на Лука (1798 г.) и Венеция (1801 г.).

## Консулството и Империята
Генералът активно участва в преврата от 18 брюмер (ноември 1799 г.). След това той прави впечатляваща кариера. На 27 декември влиза в състава на Държавния съвет и на 22 декември 1802 г. е назначен от Наполеон за вицепрезидент на Сената. Последователно получава титлата граф и званието маршал, а на 23 април 1804 г., като един от най-заслужилите военни, Серюрие заема почетния пост на губернатор на Дома на инвалидите. По време на коронацията на Наполеон като император на Франция, Серюрие носи златния пръстен на императрица Жозефина. От 3 септември 1809 г. маршалът ръководи Националната гвардия в Париж.
След поражението на френските армии край столицата, в нощта на 30 срещу 31 март 1814 г. заповядва в двора на Дома на инвалидите да се изгорят 1417 трофейни знамена, пленени от французите в многобройните войни още от времето на Луи XIV, за да не попаднат в ръцете на съюзниците от Шестата коалиция. Серюрие лично изгаря шпагата и шарфа на Фридрих Велики. Пепелта е разпръсната в Сена.

## Реставрацията
Дни по-късно гласува за отстраняването на Наполеон от власт, в благодарност за което Бурбоните му дават титлата пер на Франция. По време на Стоте дни отново се присъединява към Бонапарт, който го включва в състава на създадената от него Палата на перовете. След окончателното поражение на Наполеон, Серюрие губи поста си като губернатор на Дома на инвалидите. Въпреки бонапартистките си симпатии, гласува за смъртно наказание за маршал Ней. През 1815 г. се оттегля от постовете си. Умира в пенсия и е погребан в гробището Пер Лашез. През 1847 г. тленните му останки са пренесени в Дома на инвалидите.
В негова чест в Лаон има издигната статуя.
|  | Тази страница частично или изцяло представлява превод на страницата Jean-Mathieu-Philibert Sérurier и страницата „Серюрье, Жан-Матье-Филибер“ в Уикипедия на английски и руски език. Оригиналните текстове, както и този превод, са защитени от Лиценза „Криейтив Комънс – Признание – Споделяне на споделеното“, а за творби, създадени преди юни 2009 година – от Лиценза за свободна документация на ГНУ. Прегледайте историята на редакциите на оригиналните страници тук и тук, за да видите списъка на техните съавтори. ВАЖНО: Този шаблон се отнася единствено до авторските права върху съдържанието на статията. Добавянето му не отменя изискването да се посочват конкретни източници на твърденията, които да бъдат благонадеждни. |